# 疣豬
疣豬，屬偶蹄目豬科疣豬屬，主要分布於非洲，熱帶雨林和北非沙漠以外之地。

## 居住環境

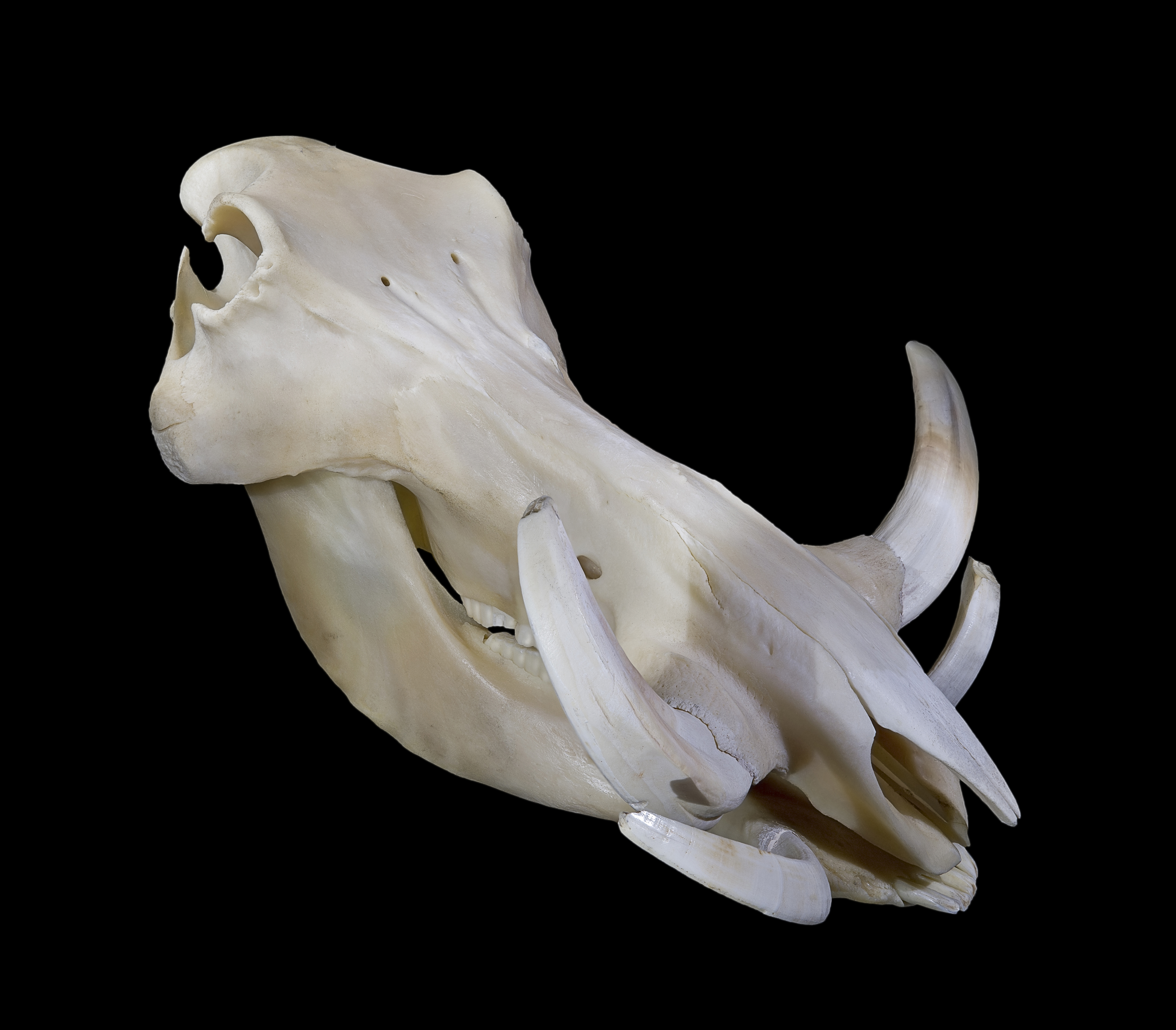
頭骨

為世界上少數能夠在只有些許水的環境下，依舊能夠存活的動物。能在超過常溫許多的高溫下存活。

## 特徵
疣猪的特征是嘴里突出的两对獠牙，向上弯曲。较短的下面一对，每次张闭口时都会与上面的一对磨擦，变得非常锋利。上面的犬齿可长至25.5厘米，横截面呈椭圆形，约4.5厘米深，2.5厘米宽。
非洲疣猪的头部较大，有一道鬃毛从脊柱延伸到背部中间。身体覆盖着稀疏的毛发，通常为黑色或棕色。尾巴长而末端有一簇毛。非洲疣猪没有皮下脂肪，皮毛稀疏，使它们容易受到极端环境温度的影响。
疣猪头体长在0.9–1.5米之间，肩高在63.5–85厘米之间。雌性重量为45–75公斤，雄性重量为60–150公斤。
成年疣豬體色會有些許不同。除了背部長著一道灰色鬃毛及兩頰外，身上的毛都很稀疏。頭约占身體的三分之一，且有兩對疣及獠牙，約15～25吋長。體重約75－100公斤。壽命約15年。懷孕期約175天。

### 雌雄辨別
公的比母的體型略大，獠牙比母的長，最大的區別是公的有兩對疣（在挖土取食時，有助於保護眼睛），而母的只有一對疣，沒有嘴附近的那一對。

## 習性
日間覓食，洗泥巴澡，會像犀牛那樣渾身塗滿泥巴，用以消暑、降溫和消滅身上寄生蟲。在懷孕期間，母疣豬會趕走身邊的小疣豬，將自己隔離起來。
群居動物，牠們經常會組成一個小型家庭團隊，主要是由母疣豬和小疣豬組成。公疣豬自己生活，只有在交配期間才會加入群體。在爭奪母疣豬的儀式中，公疣豬之間的搏鬥非常兇殘和血腥，用獠牙直接進攻，頭與頭撞擊。

## 食物
主要為青草、苔草及塊莖植物，偶而也會吃一些腐肉。

## 亞種
- 指名亞種（P. a. africanus）
- 厄立特里亞疣豬（Phacochoerus africanus aeliani）
- 馬塞疣豬（Phacochoerus africanus massaicus）
- 南非疣豬（Phacochoerus africanus sundevallii）

## 保护状况
截至1999年，非洲南部地区的非洲疣猪数量估计约为25万头。在受保护的地区，典型的密度范围在1至10平方公里之间，但在肯尼亚纳库鲁国家公园的短草地上发现了77平方公里的地方密度。该物种容易受到干旱和狩猎（特别是用犬狩猎）的影响，这可能导致局部灭绝。非洲疣猪分布在其广泛分布范围内的许多受保护区。

## 其餘相關
- 知名迪士尼動畫《獅子王》中，主角辛巴於落難時認識的好友彭彭，即為疣豬。

## 圖片

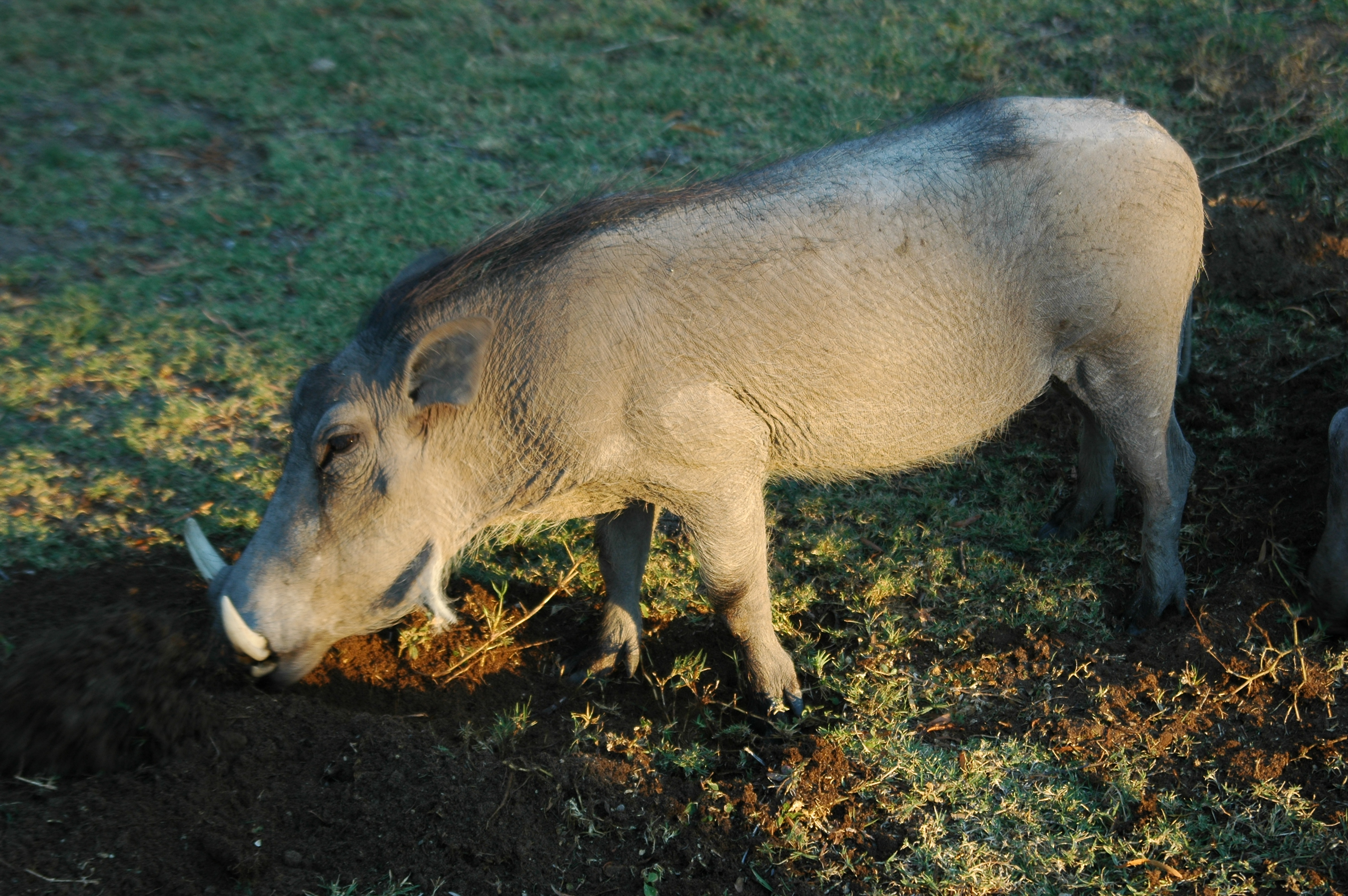
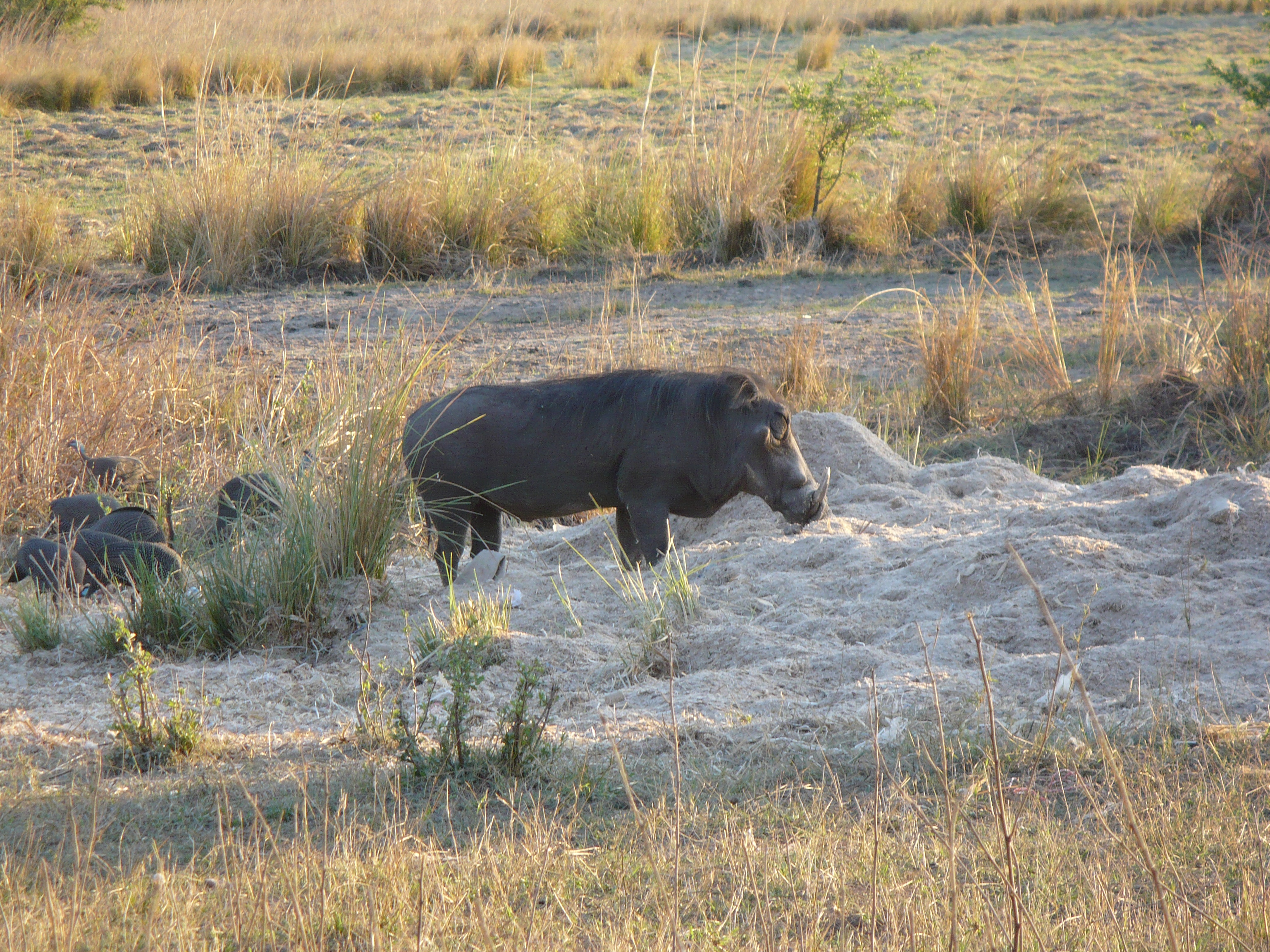
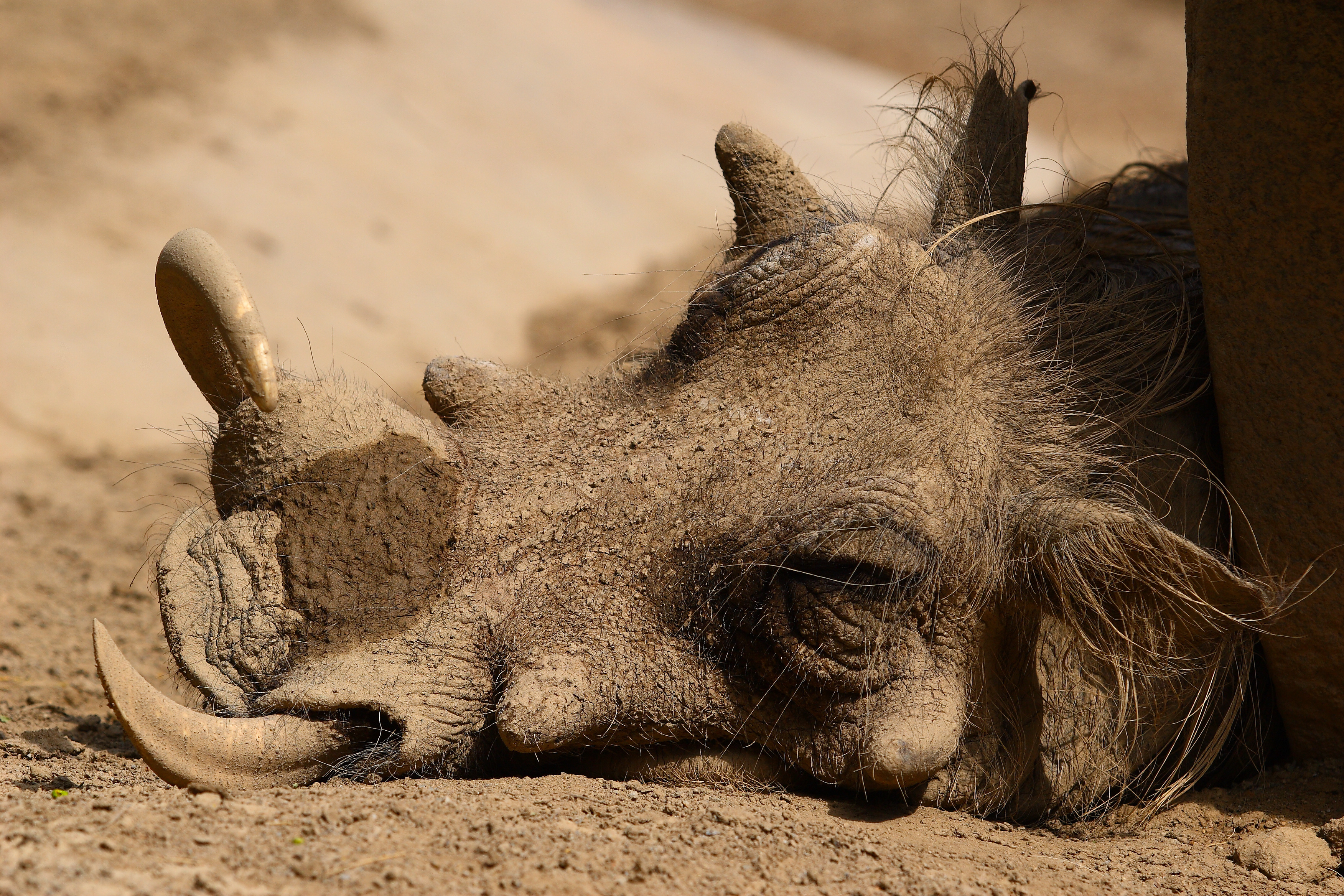
一隻疣豬在炎夏下的美國加州聖地牙哥動物園中休息